# Suhodol, Silistra
Suhodol (în bulgară Суходол, în română Emirchioi) este un sat în comuna Glavinița, regiunea Silistra, Dobrogea de Sud, Bulgaria. Între anii 1913-1940 a făcut parte din plasa Accadânlar a județului Durostor, România. 

## Demografie
Componența etnică a satului Suhodol
     Turci (98,62%)
     Nicio identificare (1,37%)
     Altele (0%)
La recensământul din 2011, populația satului Suhodol era de 653 locuitori. Din punct de vedere etnic, majoritatea locuitorilor (98,62%) erau turci. Pentru 1,37% din locuitori nu este cunoscută apartenența etnică.

### Recensământul românesc din 1930
Componența etnică a comunei Emirchioi (județul Durostor)
     Turci (85,15%)
     Bulgari (13,7%)
     Altă etnie (1,15%)
Componența confesională a comunei Emirchioi
     Ortodocși (14,21%)
     Musulmani (85,67%)
     Altă religie (0,12%)
Conform recensământului efectuat în 1930, populația comunei Emirchioi se ridica la 788 locuitori. Majoritatea locuitorilor erau turci (85,15%), cu o minoritate de bulgari (13,70%). Alte persoane s-au declarat: români (5 persoane) și armeni (3 persoane). Din punct de vedere confesional, majoritatea locuitorilor erau musulmani (85,67%), dar existau și ortodocși (14,21%). 1 persoană nu a declarat religia.